# Підводні човни типу «Храбрі»
| Підводні човни типу «Храбрі» | Підводні човни типу «Храбрі»           | Підводні човни типу «Храбрі»           |
| ---------------------------- | -------------------------------------- | -------------------------------------- |
| Храбри / Hrabri              |                                        |                                        |
|                              |                                        |                                        |
|                              |                                        |                                        |
| Під прапором                 | Югославія                              | Югославія                              |
| Проєкт                       |                                        |                                        |
| Основні характеристики       |                                        |                                        |
| Швидкість (надводна)         | 15,7 вузлів (дизель)                   | 15,7 вузлів (дизель)                   |
| Швидкість (підводна)         | 10 вузлів (електродвигун)              | 10 вузлів (електродвигун)              |
| Робоча глибина занурення     | 80 м                                   | 80 м                                   |
| Автономність плавання        | 5000 миль (на 9 вузлах)                | 5000 миль (на 9 вузлах)                |
| Екіпаж                       | 45 чоловік                             | 45 чоловік                             |
| Розміри                      |                                        |                                        |
| Довжина найбільша (по КВЛ)   | 72,05 м                                | 72,05 м                                |
| Ширина корпусу найб.         | 7,32 м                                 | 7,32 м                                 |
| Середня осадка (по КВЛ)      | 3,96 м                                 | 3,96 м                                 |
| Водотоннажність надводна     | 975 т                                  | 975 т                                  |
| Озброєння                    |                                        |                                        |
| Артилерія                    | 2 x 102-мм гармати 1 x 13,2-мм кулемет | 2 x 102-мм гармати 1 x 13,2-мм кулемет |
| Торпедно- мінне озброєння    | 6 x 533-мм ТА (12 торпед)              | 6 x 533-мм ТА (12 торпед)              |

Підво́дні човни  типу «Храбрі» (серб. Подморнице класе Храбри, хорв. Podmornice klase Hrabri) — підводні човни ВМС Югославії, збудовані на верфі Vickers-Armstrongs за проєктом британських підводних човнів типу «L».

## Історія створення
Після закінчення Першої світової війни і утворення Королівства Сербів, Хорватів і Словенців (з 1929 року Югославія) постала потреба створення флоту нової держави. Основним морським противником Югославії була Італія, відповідно югославський флот мав захищати далматинське узбережжя та каботажне судноплавство.
Але після підписання мирних договорів з Австрією й Угорщиною Італія окупувала портові міста Рієка, Трієст та Пула, в яких були суднобудівні заводи Австро-Угорщини. Тому нові кораблі Югославія замовляла за кордоном.
У Великій Британії були замовлені 2 підводні човни типу «L», які були законсервовані на стапелях у 1919 році. Обидва човни були спущені на воду у 1927 році і увійшли до складу югославського флоту у 1928 році.

## Представники
| Назва                | Заводський номер | Спущено на воду | Ввід у стрій | Доля                                              |
| -------------------- | ---------------- | --------------- | ------------ | ------------------------------------------------- |
| Храбрі Храбри        | П 1              | 1927 рік        | 1928 рік     | захоплений італійцями у 1941 році, зданий за злам |
| Небойша Небоjша Тара | П 2 П 801        | 1927 рік        | 1928 рік     | зданий на злам у 1954 році                        |